# Soy Luna/Episodenliste
Diese Episodenliste enthält alle Episoden der argentinischen Telenovela Soy Luna, sortiert nach der lateinamerikanischen Erstausstrahlung.
Die Fernsehserie umfasst drei Staffeln mit 220 Episoden.

## Übersicht
Lateinamerika
| Staffel | Episoden | Erstausstrahlung auf Disney Channel | Erstausstrahlung auf Disney Channel | Erstveröffentlichung auf Disney+ | Erstveröffentlichung auf Disney+ |                   |
| Staffel | Episoden | Staffelpremiere                     | Staffelfinale                       | Staffelpremiere                  | Staffelfinale                    |                   |
| ------- | -------- | ----------------------------------- | ----------------------------------- | -------------------------------- | -------------------------------- | ----------------- |
| 1       | 80       | 14. März 2016                       | 26. August 2016                     | 17. November 2020                | 17. November 2020                | 17. November 2020 |
| 2       | 80       | 17. April 2017                      | 29. September 2017                  | 17. November 2020                | 17. November 2020                | 17. November 2020 |
| 3       | 60       | 16. April 2018                      | 17. August 2018                     | 17. November 2020                | 17. November 2020                | 17. November 2020 |
| 4       | TBA      | Nicht ausgestrahlt                  | Nicht ausgestrahlt                  | Nicht veröffentlicht             | Nicht veröffentlicht             |                   |

Deutschland, Österreich und deutschsprachige Schweiz
| Staffel | Episoden | Erstausstrahlung auf Disney Channel / in der Disney Channel App | Erstausstrahlung auf Disney Channel / in der Disney Channel App | Erstveröffentlichung auf Disney+ | Erstveröffentlichung auf Disney+ |
| Staffel | Episoden | Staffelpremiere                                                 | Staffelfinale                                                   | Staffelpremiere                  | Staffelfinale                    |
| ------- | -------- | --------------------------------------------------------------- | --------------------------------------------------------------- | -------------------------------- | -------------------------------- |
| 1       | 80       | 2. Mai 2016                                                     | 15. Dezember 2016                                               | 24. März 2020                    | 24. März 2020                    |
| 2       | 80       | 24. April 2017                                                  | 15. Dezember 2017                                               | 18. September 2020               | 18. September 2020               |
| 3       | 60       | 23. Juli 2018                                                   | 14. Dezember 2018                                               | 18. September 2020               | 18. September 2020               |
| 4       | TBA      | Nicht ausgestrahlt                                              | Nicht ausgestrahlt                                              | Nicht veröffentlicht             | Nicht veröffentlicht             |

## Staffel 1
Die Erstausstrahlung der ersten Staffel war vom 14. März 2016 bis zum 26. August 2016 auf dem lateinamerikanischen Sender Disney Channel zu sehen.
Die deutschsprachige Erstausstrahlung der ersten Staffel war vom 2. Mai 2016 bis zum 15. Dezember 2016 auf dem deutschen Disney Channel zu sehen.
| Nr. (ges.) | Nr. (St.) | Deutscher Titel | Originaltitel                                           | Erstausstrahlung Lateinamerika | Deutschsprachige Erstausstrahlung (D) |
| ---------- | --------- | --------------- | ------------------------------------------------------- | ------------------------------ | ------------------------------------- |
| 1          | 1         | Folge 1         | Un sueño, sobre ruedas                                  | 14. März 2016                  | 2. Mai 2016                           |
| 2          | 2         | Folge 2         | Una nueva historia, sobre ruedas                        | 15. März 2016                  | 3. Mai 2016                           |
| 3          | 3         | Folge 3         | Nuevas aventuras, sobre ruedas                          | 16. März 2016                  | 4. Mai 2016                           |
| 4          | 4         | Folge 4         | Un secreto, sobre ruedas                                | 17. März 2016                  | 5. Mai 2016                           |
| 5          | 5         | Folge 5         | Un amor, sobre ruedas                                   | 18. März 2016                  | 6. Mai 2016                           |
| 6          | 6         | Folge 6         | Una oportunidad, sobre ruedas                           | 21. März 2016                  | 7. Mai 2016                           |
| 7          | 7         | Folge 7         | Una verdad al descubierto, sobre ruedas                 | 22. März 2016                  | 10. Mai 2016                          |
| 8          | 8         | Folge 8         | Una decisión, sobre ruedas                              | 23. März 2016                  | 11. Mai 2016                          |
| 9          | 9         | Folge 9         | Un descubrimiento, sobre ruedas                         | 24. März 2016                  | 12. Mai 2016                          |
| 10         | 10        | Folge 10        | Una rival, sobre ruedas                                 | 25. März 2016                  | 13. Mai 2016                          |
| 11         | 11        | Folge 11        | Una competencia, sobre ruedas                           | 28. März 2016                  | 14. Mai 2016                          |
| 12         | 12        | Folge 12        | Un misterio, sobre ruedas                               | 29. März 2016                  | 17. Mai 2016                          |
| 13         | 13        | Folge 13        | Un celoso, sobre ruedas                                 | 30. März 2016                  | 18. Mai 2016                          |
| 14         | 14        | Folge 14        | Un "casi" beso, sobre ruedas                            | 31. März 2016                  | 19. Mai 2016                          |
| 15         | 15        | Folge 15        | Una duda, sobre ruedas                                  | 1. Apr. 2016                   | 20. Mai 2016                          |
| 16         | 16        | Folge 16        | Una mala nota, sobre ruedas                             | 4. Apr. 2016                   | 21. Mai 2016                          |
| 17         | 17        | Folge 17        | Un intercambio de pruebas, sobre ruedas                 | 5. Apr. 2016                   | 24. Mai 2016                          |
| 18         | 18        | Folge 18        | Una canción con Matteo, sobre ruedas                    | 6. Apr. 2016                   | 25. Mai 2016                          |
| 19         | 19        | Folge 19        | Un casi beso con... ¿Simón?, sobre ruedas               | 7. Apr. 2016                   | 26. Mai 2016                          |
| 20         | 20        | Folge 20        | Un descubrimiento de Luna, sobre ruedas                 | 8. Apr. 2016                   | 27. Mai 2016                          |
| 21         | 21        | Folge 21        | Una medallita, un secreto, sobre ruedas                 | 11. Apr. 2016                  | 27. Juni 2016                         |
| 22         | 22        | Folge 22        | Un amor no correspondido, sobre ruedas                  | 12. Apr. 2016                  | 28. Juni 2016                         |
| 23         | 23        | Folge 23        | Un amor por RollerTrack, sobre ruedas                   | 13. Apr. 2016                  | 29. Juni 2016                         |
| 24         | 24        | Folge 24        | Una decisión ¿la competencia ó Simón?, sobre ruedas     | 14. Apr. 2016                  | 30. Juni 2016                         |
| 25         | 25        | Folge 25        | Una FelicityForNow mentirosa, sobre ruedas              | 15. Apr. 2016                  | 1. Juli 2016                          |
| 26         | 26        | Folge 26        | Canciones y confusiones en el Open Music, sobre ruedas  | 18. Apr. 2016                  | 4. Juli 2016                          |
| 27         | 27        | Folge 27        | Un nuevo hogar para Simón, sobre ruedas                 | 19. Apr. 2016                  | 5. Juli 2016                          |
| 28         | 28        | Folge 28        | ¿No se dio cuenta de qué te amo?, sobre ruedas          | 20. Apr. 2016                  | 6. Juli 2016                          |
| 29         | 29        | Folge 29        | Una confusión de sentimientos, sobre ruedas             | 21. Apr. 2016                  | 7. Juli 2016                          |
| 30         | 30        | Folge 30        | Segunda fase de la competencia, sobre ruedas            | 22. Apr. 2016                  | 8. Juli 2016                          |
| 31         | 31        | Folge 31        | Y la competencia continúa…, sobre ruedas                | 25. Apr. 2016                  | 11. Juli 2016                         |
| 32         | 32        | Folge 32        | Un celoso por Romeo y Julieta, sobre ruedas             | 26. Apr. 2016                  | 12. Juli 2016                         |
| 33         | 33        | Folge 33        | Una documentación perdida, sobre ruedas                 | 27. Apr. 2016                  | 13. Juli 2016                         |
| 34         | 34        | Folge 34        | Una viaje, sobre ruedas                                 | 28. Apr. 2016                  | 14. Juli 2016                         |
| 35         | 35        | Folge 35        | ¡La pista de mi sueño con Matteo!, sobre ruedas         | 29. Apr. 2016                  | 15. Juli 2016                         |
| 36         | 36        | Folge 36        | Una confusión de parejas, sobre ruedas                  | 2. Mai 2016                    | 18. Juli 2016                         |
| 37         | 37        | Folge 37        | El final de una relación, sobre ruedas                  | 3. Mai 2016                    | 19. Juli 2016                         |
| 38         | 38        | Folge 38        | ¿Qué sientes por mi?, sobre ruedas                      | 4. Mai 2016                    | 20. Juli 2016                         |
| 39         | 39        | Folge 39        | Un doble cambio en la final, sobre ruedas               | 5. Mai 2016                    | 21. Juli 2016                         |
| 40         | 40        | Folge 40        | Un beso, sobre ruedas                                   | 6. Mai 2016                    | 22. Juli 2016                         |
| 41         | 41        | Folge 41        | Sentimientos, sobre ruedas                              | 4. Juli 2016                   | 17. Okt. 2016                         |
| 42         | 42        | Folge 42        | Una decisión muy apresurada, sobre ruedas               | 5. Juli 2016                   | 18. Okt. 2016                         |
| 43         | 43        | Folge 43        | Un secredo que guardar, sobre ruedas                    | 6. Juli 2016                   | 19. Okt. 2016                         |
| 44         | 44        | Folge 44        | Una sorpresa, sobre ruedas                              | 7. Juli 2016                   | 20. Okt. 2016                         |
| 45         | 45        | Folge 45        | Un Open Music random, sobre ruedas                      | 8. Juli 2016                   | 21. Okt. 2016                         |
| 46         | 46        | Folge 46        | ¿Un amor o amistad?, sobre ruedas                       | 11. Juli 2016                  | 24. Okt. 2016                         |
| 47         | 47        | Folge 47        | Un mal entendido, sobre ruedas                          | 12. Juli 2016                  | 25. Okt. 2016                         |
| 48         | 48        | Folge 48        | Un despido, sobre ruedas                                | 13. Juli 2016                  | 26. Okt. 2016                         |
| 49         | 49        | Folge 49        | Celos por Simón, sobre ruedas                           | 14. Juli 2016                  | 27. Okt. 2016                         |
| 50         | 50        | Folge 50        | Encuentros, sobre ruedas                                | 15. Juli 2016                  | 28. Okt. 2016                         |
| 51         | 51        | Folge 51        | ¡Se besaban!, sobre ruedas                              | 18. Juli 2016                  | 31. Okt. 2016                         |
| 52         | 52        | Folge 52        | Nuevos amores, sobre ruedas                             | 19. Juli 2016                  | 1. Nov. 2016                          |
| 53         | 53        | Folge 53        | Un pen drive perdido, sobre ruedas                      | 20. Juli 2016                  | 2. Nov. 2016                          |
| 54         | 54        | Folge 54        | Un plan, sobre ruedas                                   | 21. Juli 2016                  | 3. Nov. 2016                          |
| 55         | 55        | Folge 55        | Lo que siento, sobre ruedas                             | 22. Juli 2016                  | 4. Nov. 2016                          |
| 56         | 56        | Folge 56        | ¿Matteo o Simón?, sobre ruedas                          | 25. Juli 2016                  | 7. Nov. 2016                          |
| 57         | 57        | Folge 57        | Una verdad casi revelada, sobre ruedas                  | 26. Juli 2016                  | 8. Nov. 2016                          |
| 58         | 58        | Folge 58        | Una mentira, sobre ruedas                               | 27. Juli 2016                  | 9. Nov. 2016                          |
| 59         | 59        | Folge 59        | Un "juego" de amor, sobre ruedas                        | 28. Juli 2016                  | 10. Nov. 2016                         |
| 60         | 60        | Folge 60        | Confusión en la competencia, sobre ruedas               | 29. Juli 2016                  | 11. Nov. 2016                         |
| 61         | 61        | Folge 61        | Un nuevo amor, sobre ruedas                             | 1. Aug. 2016                   | 14. Nov. 2016                         |
| 62         | 62        | Folge 62        | Novíos, sobre ruedas                                    | 2. Aug. 2016                   | 15. Nov. 2016                         |
| 63         | 63        | Folge 63        | Confusiones en la mansión, sobre ruedas                 | 3. Aug. 2016                   | 16. Nov. 2016                         |
| 64         | 64        | Folge 64        | ¿Quién es Felicity For Now?, sobre ruedas               | 4. Aug. 2016                   | 17. Nov. 2016                         |
| 65         | 65        | Folge 65        | Open Music: chicos vs chicas, sobre ruedas              | 5. Aug. 2016                   | 21. Nov. 2016                         |
| 66         | 66        | Folge 66        | Una propuesta, sobre ruedas                             | 8. Aug. 2016                   | 22. Nov. 2016                         |
| 67         | 67        | Folge 67        | ¿Qué siento por Matteo?, sobre ruedas                   | 9. Aug. 2016                   | 23. Nov. 2016                         |
| 68         | 68        | Folge 68        | Una nueva formación de la equipo, sobre ruedas          | 10. Aug. 2016                  | 24. Nov. 2016                         |
| 69         | 69        | Folge 69        | ¿Un novio o un amigo?, sobre ruedas                     | 11. Aug. 2016                  | 28. Nov. 2016                         |
| 70         | 70        | Folge 70        | ¿Surge el amor?, sobre ruedas                           | 12. Aug. 2016                  | 29. Nov. 2016                         |
| 71         | 71        | Folge 71        | Una visita especial, sobre ruedas                       | 15. Aug. 2016                  | 30. Nov. 2016                         |
| 72         | 72        | Folge 72        | Un trabajo perdido, sobre ruedas                        | 16. Aug. 2016                  | 1. Dez. 2016                          |
| 73         | 73        | Folge 73        | Una fiesta de cumpleaños, sobre ruedas                  | 17. Aug. 2016                  | 5. Dez. 2016                          |
| 74         | 74        | Folge 74        | Miedo de enamorarse, sobre ruedas                       | 18. Aug. 2016                  | 6. Dez. 2016                          |
| 75         | 75        | Folge 75        | Un Open Music de revelaciones, sobre ruedas             | 19. Aug. 2016                  | 7. Dez. 2016                          |
| 76         | 76        | Folge 76        | Yo soy Felicity For Now, sobre ruedas                   | 22. Aug. 2016                  | 8. Dez. 2016                          |
| 77         | 77        | Folge 77        | Una verdad que puede cambiarlo todo, sobre ruedas       | 23. Aug. 2016                  | 12. Dez. 2016                         |
| 78         | 78        | Folge 78        | Una decisión amorosa, sobre ruedas                      | 24. Aug. 2016                  | 13. Dez. 2016                         |
| 79         | 79        | Folge 79        | La final de la InterContinental, sobre ruedas (Parte 1) | 25. Aug. 2016                  | 14. Dez. 2016                         |
| 80         | 80        | Folge 80        | La final de la InterContinental, sobre ruedas (Parte 2) | 26. Aug. 2016                  | 15. Dez. 2016                         |

## Staffel 2
Die Erstausstrahlung der zweiten Staffel war vom 17. April 2017 bis zum 29. September 2017 auf dem lateinamerikanischen Disney Channel zu sehen.
Die deutschsprachige Erstausstrahlung der zweiten Staffel war vom 24. April 2017 bis zum 15. Dezember 2017 auf dem deutschen Disney Channel zu sehen.
| Nr. (ges.) | Nr. (St.) | Deutscher Titel | Originaltitel                                             | Erstausstrahlung Lateinamerika | Deutschsprachige Erstausstrahlung (D) |
| ---------- | --------- | --------------- | --------------------------------------------------------- | ------------------------------ | ------------------------------------- |
| 81         | 1         | Folge 81        | ¿Un sueño o una pesadilla?, sobre ruedas                  | 17. Apr. 2017                  | 24. Apr. 2017                         |
| 82         | 2         | Folge 82        | Un sol y una luna, sobre ruedas                           | 18. Apr. 2017                  | 25. Apr. 2017                         |
| 83         | 3         | Folge 83        | Una actitud sospechosa, sobre ruedas                      | 19. Apr. 2017                  | 26. Apr. 2017                         |
| 84         | 4         | Folge 84        | ¡Atrapada por la cámara!, sobre ruedas                    | 20. Apr. 2017                  | 27. Apr. 2017                         |
| 85         | 5         | Folge 85        | El primer Open Music del año, sobre ruedas                | 21. Apr. 2017                  | 28. Apr. 2017                         |
| 86         | 6         | Folge 86        | ¡Luna es Sol Benson!, sobre ruedas                        | 24. Apr. 2017                  | 1. Mai 2017                           |
| 87         | 7         | Folge 87        | Una nueva competencia, sobre ruedas                       | 25. Apr. 2017                  | 2. Mai 2017                           |
| 88         | 8         | Folge 88        | Una plan contra Luna, sobre ruedas                        | 26. Apr. 2017                  | 3. Mai 2017                           |
| 89         | 9         | Folge 89        | Una cámara rota, sobre ruedas                             | 27. Apr. 2017                  | 4. Mai 2017                           |
| 90         | 10        | Folge 90        | Una fiesta de disfraces, sobre ruedas                     | 28. Apr. 2017                  | 5. Mai 2017                           |
| 91         | 11        | Folge 91        | Un incendio en la pista, sobre ruedas                     | 1. Mai 2017                    | 8. Mai 2017                           |
| 92         | 12        | Folge 92        | Secretos del pasado, sobre ruedas                         | 2. Mai 2017                    | 9. Mai 2017                           |
| 93         | 13        | Folge 93        | Una ilusión, sobre ruedas                                 | 4. Mai 2017                    | 10. Mai 2017                          |
| 94         | 14        | Folge 94        | Una ayuda, sobre ruedas                                   | 4. Mai 2017                    | 11. Mai 2017                          |
| 95         | 15        | Folge 95        | Un plan para el Roller, sobre ruedas                      | 5. Mai 2017                    | 12. Mai 2017                          |
| 96         | 16        | Folge 96        | ¿Ámbar es Sol Benson?, sobre ruedas                       | 8. Mai 2017                    | 15. Mai 2017                          |
| 97         | 17        | Folge 97        | ¿El Roller va a cerrar?                                   | 9. Mai 2017                    | 16. Mai 2017                          |
| 98         | 18        | Folge 98        | Las esperanzas se rompen, sobre ruedas                    | 10. Mai 2017                   | 17. Mai 2017                          |
| 99         | 19        | Folge 99        | Una nueva esperanza, sobre ruedas                         | 11. Mai 2017                   | 18. Mai 2017                          |
| 100        | 20        | Folge 100       | Adiós Roller, sobre ruedas                                | 12. Mai 2017                   | 19. Mai 2017                          |
| 101        | 21        | Folge 101       | ¿Descubren la verdad?, sobre ruedas                       | 15. Mai 2017                   | 22. Mai 2017                          |
| 102        | 22        | Folge 102       | El Roller no se cerrará, sobre ruedas                     | 16. Mai 2017                   | 23. Mai 2017                          |
| 103        | 23        | Folge 103       | Celos, sobre ruedas                                       | 17. Mai 2017                   | 24. Mai 2017                          |
| 104        | 24        | Folge 104       | Una nueva entrenadora, sobre ruedas                       | 18. Mai 2017                   | 25. Mai 2017                          |
| 105        | 25        | Folge 105       | La grabación de la coreografía, sobre ruedas              | 19. Mai 2017                   | 26. Mai 2017                          |
| 106        | 26        | Folge 106       | Lagrimas y disculpas, sobre ruedas                        | 22. Mai 2017                   | 29. Mai 2017                          |
| 107        | 27        | Folge 107       | Una disculpa, sobre ruedas                                | 23. Mai 2017                   | 30. Mai 2017                          |
| 108        | 28        | Folge 108       | ¿Un nuevo amor?, sobre ruedas                             | 24. Mai 2017                   | 31. Mai 2017                          |
| 109        | 29        | Folge 109       | Matteo se va de los adrenaline, sobre ruedas              | 25. Mai 2017                   | 1. Juni 2017                          |
| 110        | 30        | Folge 110       | Mentiras, sobre ruedas                                    | 26. Mai 2017                   | 2. Juni 2017                          |
| 111        | 31        | Folge 111       | Una pelea, sobre ruedas                                   | 29. Mai 2017                   | 5. Juni 2017                          |
| 112        | 32        | Folge 112       | ¿Matteo quiere volver con Luna?, sobre ruedas             | 30. Mai 2017                   | 6. Juni 2017                          |
| 113        | 33        | Folge 113       | Un mensaje, sobre ruedas                                  | 31. Mai 2017                   | 7. Juni 2017                          |
| 114        | 34        | Folge 114       | Quiero volver al equipo, sobre ruedas                     | 1. Juni 2017                   | 8. Juni 2017                          |
| 115        | 35        | Folge 115       | La verdad está cerca, sobre ruedas                        | 2. Juni 2017                   | 9. Juni 2017                          |
| 116        | 36        | Folge 116       | El regreso del equipo del Roller, sobre ruedas            | 5. Juni 2017                   | 12. Juni 2017                         |
| 117        | 37        | Folge 117       | Una nueva pareja, sobre ruedas                            | 6. Juni 2017                   | 13. Juni 2017                         |
| 118        | 38        | Folge 118       | ¿Quién se va?, sobre ruedas                               | 7. Juni 2017                   | 14. Juni 2017                         |
| 119        | 39        | Folge 119       | Una declaración amorosa, sobre ruedas                     | 8. Juni 2017                   | 15. Juni 2017                         |
| 120        | 40        | Folge 120       | Un accidente, sobre ruedas (Parte 1)                      | 9. Juni 2017                   | 16. Juni 2017                         |
| 121        | 41        | Folge 121       | Un accidente, sobre ruedas (Parte 2)                      | 7. Aug. 2017                   | 23. Okt. 2017                         |
| 122        | 42        | Folge 122       | Una medallita, sobre ruedas                               | 8. Aug. 2017                   | 24. Okt. 2017                         |
| 123        | 43        | Folge 123       | Más cerca de la verdad, sobre ruedas                      | 9. Aug. 2017                   | 25. Okt. 2017                         |
| 124        | 44        | Folge 124       | Una carta, sobre ruedas                                   | 10. Aug. 2017                  | 26. Okt. 2017                         |
| 125        | 45        | Folge 125       | Un Open Music de oportunidad, sobre ruedas (Parte 1)      | 11. Aug. 2017                  | 27. Okt. 2017                         |
| 126        | 46        | Folge 126       | Un Open Music de oportunidad, sobre ruedas (Parte 2)      | 14. Aug. 2017                  | 30. Okt. 2017                         |
| 127        | 47        | Folge 127       | Las votaciones del concurso, sobre ruedas                 | 15. Aug. 2017                  | 31. Okt. 2017                         |
| 128        | 48        | Folge 128       | La lucha por Simón, sobre ruedas                          | 16. Aug. 2017                  | 1. Nov. 2017                          |
| 129        | 49        | Folge 129       | ¿Mi novio o mi mejor amigo?, sobre ruedas                 | 17. Aug. 2017                  | 2. Nov. 2017                          |
| 130        | 50        | Folge 130       | La fiesta de gala, sobre ruedas (Parte 1)                 | 18. Aug. 2017                  | 3. Nov. 2017                          |
| 131        | 51        | Folge 131       | La fiesta de gala, sobre ruedas (Parte 2)                 | 21. Aug. 2017                  | 6. Nov. 2017                          |
| 132        | 52        | Folge 132       | ¿Quién soy yo?, sobre ruedas                              | 22. Aug. 2017                  | 7. Nov. 2017                          |
| 133        | 53        | Folge 133       | Secretos y mentiras, sobre ruedas                         | 23. Aug. 2017                  | 8. Nov. 2017                          |
| 134        | 54        | Folge 134       | Llegadas y reencuentros, sobre ruedas                     | 24. Aug. 2017                  | 9. Nov. 2017                          |
| 135        | 55        | Folge 135       | La verdadera Juliana, sobre ruedas                        | 25. Aug. 2017                  | 10. Nov. 2017                         |
| 136        | 56        | Folge 136       | Algo raro, sobre ruedas                                   | 28. Aug. 2017                  | 13. Nov. 2017                         |
| 137        | 57        | Folge 137       | Un falso romance, sobre ruedas                            | 29. Aug. 2017                  | 14. Nov. 2017                         |
| 138        | 58        | Folge 138       | Una invitada especial, sobre ruedas                       | 30. Aug. 2017                  | 15. Nov. 2017                         |
| 139        | 59        | Folge 139       | Un vídeo, sobre ruedas                                    | 31. Aug. 2017                  | 16. Nov. 2017                         |
| 140        | 60        | Folge 140       | La competencia, sobre ruedas                              | 1. Sep. 2017                   | 17. Nov. 2017                         |
| 141        | 61        | Folge 141       | Secretos de la família Benson, sobre ruedas               | 4. Sep. 2017                   | 20. Nov. 2017                         |
| 142        | 62        | Folge 142       | El fin de Lutteo, sobre ruedas                            | 5. Sep. 2017                   | 21. Nov. 2017                         |
| 143        | 63        | Folge 143       | Un culpable, sobre ruedas                                 | 6. Sep. 2017                   | 22. Nov. 2017                         |
| 144        | 64        | Folge 144       | Una investigación, sobre ruedas                           | 7. Sep. 2017                   | 23. Nov. 2017                         |
| 145        | 65        | Folge 145       | Una propuesta especial, sobre ruedas                      | 8. Sep. 2017                   | 24. Nov. 2017                         |
| 146        | 66        | Folge 146       | Matteo celoso, sobre ruedas                               | 11. Sep. 2017                  | 27. Nov. 2017                         |
| 147        | 67        | Folge 147       | ¿Algo más que amigos?, sobre ruedas                       | 12. Sep. 2017                  | 28. Nov. 2017                         |
| 148        | 68        | Folge 148       | Mensaje oculto, sobre ruedas                              | 13. Sep. 2017                  | 29. Nov. 2017                         |
| 149        | 69        | Folge 149       | Cerca de la verdad, sobre ruedas                          | 14. Sep. 2017                  | 30. Nov. 2017                         |
| 150        | 70        | Folge 150       | ¿Mi verdadera identidad?, sobre ruedas                    | 15. Sep. 2017                  | 1. Dez. 2017                          |
| 151        | 71        | Folge 151       | ¿Dónde está Sol Benson?, sobre ruedas                     | 18. Sep. 2017                  | 4. Dez. 2017                          |
| 152        | 72        | Folge 152       | Esperando una respuesta, sobre ruedas                     | 19. Sep. 2017                  | 5. Dez. 2017                          |
| 153        | 73        | Folge 153       | Ámbar es descubierta, sobre ruedas                        | 20. Sep. 2017                  | 6. Dez. 2017                          |
| 154        | 74        | Folge 154       | Un momento de confesiones, sobre ruedas                   | 21. Sep. 2017                  | 7. Dez. 2017                          |
| 155        | 75        | Folge 155       | Mucho más que un sueño, sobre ruedas                      | 22. Sep. 2017                  | 8. Dez. 2017                          |
| 156        | 76        | Folge 156       | Espionaje, trampas y más problemas, sobre ruedas          | 25. Sep. 2017                  | 11. Dez. 2017                         |
| 157        | 77        | Folge 157       | Un secreto no tan secreto, sobre ruedas                   | 26. Sep. 2017                  | 12. Dez. 2017                         |
| 158        | 78        | Folge 158       | Un viaje a Cancún, sobre ruedas                           | 27. Sep. 2017                  | 13. Dez. 2017                         |
| 159        | 79        | Folge 159       | La final de la Rodafest en México, sobre ruedas (Parte 1) | 28. Sep. 2017                  | 14. Dez. 2017                         |
| 160        | 80        | Folge 160       | La final de la Rodafest en México, sobre ruedas (Parte 2) | 29. Sep. 2017                  | 15. Dez. 2017                         |

## Staffel 3
Die Erstausstrahlung der dritten Staffel war vom 16. April 2018 bis zum 17. August 2018 auf dem lateinamerikanischen Disney Channel zu sehen.
Die deutschsprachige Erstausstrahlung der ersten zehn Folgen der dritten Staffel war vom 23. Juli 2018 bis zum 3. August 2018 auf dem deutschen Disney Channel zu sehen.
Nach nur zehn Folgen der dritten Staffel nahm der deutsche Disney Channel die Sendung aus dem Programm und veröffentlichte sie ausschließlich in der Disney Channel App.
| Nr. (ges.) | Nr. (St.) | Deutscher Titel | Originaltitel                                    | Erstausstrahlung Lateinamerika | Deutschsprachige Erstausstrahlung (D) |
| ---------- | --------- | --------------- | ------------------------------------------------ | ------------------------------ | ------------------------------------- |
| 161        | 1         | Folge 161       | El regreso, sobre ruedas                         | 16. Apr. 2018                  | 23. Juli 2018                         |
| 162        | 2         | Folge 162       | Una fiesta en la mansión, sobre ruedas           | 17. Apr. 2018                  | 24. Juli 2018                         |
| 163        | 3         | Folge 163       | Los Red Sharks, sobre ruedas                     | 18. Apr. 2018                  | 25. Juli 2018                         |
| 164        | 4         | Folge 164       | Una propuesta de Gary, sobre ruedas              | 19. Apr. 2018                  | 26. Juli 2018                         |
| 165        | 5         | Folge 165       | Un patinador misterioso, sobre ruedas            | 20. Apr. 2018                  | 27. Juli 2018                         |
| 166        | 6         | Folge 166       | Una traición, sobre ruedas                       | 23. Apr. 2018                  | 30. Juli 2018                         |
| 167        | 7         | Folge 167       | ¿Matteo se va del Roller?, sobre ruedas          | 24. Apr. 2018                  | 31. Juli 2018                         |
| 168        | 8         | Folge 168       | El regreso de Sharon, sobre ruedas               | 25. Apr. 2018                  | 1. Aug. 2018                          |
| 169        | 9         | Folge 169       | Una habitación misteriosa, sobre ruedas          | 26. Apr. 2018                  | 2. Aug. 2018                          |
| 170        | 10        | Folge 170       | Una confusión de sentimientos, sobre ruedas      | 27. Apr. 2018                  | 3. Aug. 2018                          |
| 171        | 11        | Folge 171       | El fin de Gastina, sobre ruedas                  | 30. Apr. 2018                  | 6. Aug. 2018 1                        |
| 172        | 12        | Folge 172       | Un espía, sobre ruedas                           | 1. Mai 2018                    | 7. Aug. 2018 1                        |
| 173        | 13        | Folge 173       | Un entrenamiento secreto, sobre ruedas           | 2. Mai 2018                    | 8. Aug. 2018 1                        |
| 174        | 14        | Folge 174       | Encerrados, sobre ruedas                         | 3. Mai 2018                    | 9. Aug. 2018 1                        |
| 175        | 15        | Folge 175       | Un videoclip borrado, sobre ruedas               | 4. Mai 2018                    | 10. Aug. 2018 1                       |
| 176        | 16        | Folge 176       | Un vídeo revelador, sobre ruedas                 | 7. Mai 2018                    | 13. Aug. 2018 1                       |
| 177        | 17        | Folge 177       | Gary descubre la verdad, sobre ruedas            | 8. Mai 2018                    | 14. Aug. 2018 1                       |
| 178        | 18        | Folge 178       | El despido de Juliana, sobre ruedas              | 9. Mai 2018                    | 15. Aug. 2018 1                       |
| 179        | 19        | Folge 179       | Un abrazo, sobre ruedas                          | 10. Mai 2018                   | 16. Aug. 2018 1                       |
| 180        | 20        | Folge 180       | Un duelo, sobre ruedas                           | 11. Mai 2018                   | 17. Aug. 2018 1                       |
| 181        | 21        | Folge 181       | Una relación falsa, sobre ruedas                 | 14. Mai 2018                   | 20. Aug. 2018 1                       |
| 182        | 22        | Folge 182       | Invitadas especiales, sobre ruedas               | 15. Mai 2018                   | 21. Aug. 2018 1                       |
| 183        | 23        | Folge 183       | Los preparativos del Open Music, sobre ruedas    | 16. Mai 2018                   | 22. Aug. 2018 1                       |
| 184        | 24        | Folge 184       | Un cuadro, sobre ruedas                          | 17. Mai 2018                   | 23. Aug. 2018 1                       |
| 185        | 25        | Folge 185       | Un Open Music en la mansión, sobre ruedas (1)    | 18. Mai 2018                   | 24. Aug. 2018 1                       |
| 186        | 26        | Folge 186       | Un Open Music en la mansión, sobre ruedas (2)    | 21. Mai 2018                   | 27. Aug. 2018 1                       |
| 187        | 27        | Folge 187       | Un cuadro desaparecido, sobre ruedas             | 22. Mai 2018                   | 28. Aug. 2018 1                       |
| 188        | 28        | Folge 188       | Una subasta en la mansión, sobre ruedas          | 23. Mai 2018                   | 29. Aug. 2018 1                       |
| 189        | 29        | Folge 189       | Red Sharks Festival, sobre ruedas (Parte 1)      | 24. Mai 2018                   | 30. Aug. 2018 1                       |
| 190        | 30        | Folge 190       | Red Sharks Festival, sobre ruedas (Parte 2)      | 25. Mai 2018                   | 31. Aug. 2018 1                       |
| 191        | 31        | Folge 191       | El accidente de Matteo, sobre ruedas             | 9. Juli 2018                   | 5. Nov. 2018 1                        |
| 192        | 32        | Folge 192       | Un arresto, sobre ruedas                         | 10. Juli 2018                  | 6. Nov. 2018 1                        |
| 193        | 33        | Folge 193       | Amnesia, sobre ruedas                            | 11. Juli 2018                  | 7. Nov. 2018 1                        |
| 194        | 34        | Folge 194       | ¿Adiós Red Sharks?, sobre ruedas                 | 12. Juli 2018                  | 8. Nov. 2018 1                        |
| 195        | 35        | Folge 195       | Una propuesta complicada, sobre ruedas           | 13. Juli 2018                  | 9. Nov. 2018 1                        |
| 196        | 36        | Folge 196       | Una nueva casa para la Roller Band, sobre ruedas | 16. Juli 2018                  | 12. Nov. 2018 1                       |
| 197        | 37        | Folge 197       | Bienvenido Michel, sobre ruedas                  | 17. Juli 2018                  | 13. Nov. 2018 1                       |
| 198        | 38        | Folge 198       | Un sospechoso, sobre ruedas                      | 18. Juli 2018                  | 15. Nov. 2018 1 2                     |
| 199        | 39        | Folge 199       | Una nueva responsable del Roller, sobre ruedas   | 19. Juli 2018                  | 14. Nov. 2018 1 2                     |
| 200        | 40        | Folge 200       | Un Flash-Open, sobre ruedas                      | 20. Juli 2018                  | 16. Nov. 2018 1                       |
| 201        | 41        | Folge 201       | ¿Un nuevo amor?, sobre ruedas                    | 23. Juli 2018                  | 19. Nov. 2018 1                       |
| 202        | 42        | Folge 202       | Un falso numero de teléfono, sobre ruedas        | 24. Juli 2018                  | 20. Nov. 2018 1                       |
| 203        | 43        | Folge 203       | Una falsa identidad, sobre ruedas                | 25. Juli 2018                  | 21. Nov. 2018 1                       |
| 204        | 44        | Folge 204       | La nueva identidad de Sharon, sobre ruedas       | 26. Juli 2018                  | 22. Nov. 2018 1                       |
| 205        | 45        | Folge 205       | ¿Matteo o Michel?, sobre ruedas                  | 27. Juli 2018                  | 23. Nov. 2018 1                       |
| 206        | 46        | Folge 206       | Amores confundidos, sobre ruedas                 | 30. Juli 2018                  | 26. Nov. 2018 1                       |
| 207        | 47        | Folge 207       | Un beso inesperado, sobre ruedas                 | 31. Juli 2018                  | 27. Nov. 2018 1                       |
| 208        | 48        | Folge 208       | La competencia se acerca, sobre ruedas           | 1. Aug. 2018                   | 28. Nov. 2018 1                       |
| 209        | 49        | Folge 209       | Una elección, sobre ruedas                       | 2. Aug. 2018                   | 29. Nov. 2018 1                       |
| 210        | 50        | Folge 210       | Una fiesta mexicana, sobre ruedas                | 3. Aug. 2018                   | 30. Nov. 2018 1                       |
| 211        | 51        | Folge 211       | Una duda, sobre ruedas                           | 6. Aug. 2018                   | 3. Dez. 2018 1                        |
| 212        | 52        | Folge 212       | Un anillo perdido, sobre ruedas                  | 7. Aug. 2018                   | 4. Dez. 2018 1                        |
| 213        | 53        | Folge 213       | Ámbar regresa al equípo, sobre ruedas            | 8. Aug. 2018                   | 7. Dez. 2018 1 3                      |
| 214        | 54        | Folge 214       | Un cómplice, sobre ruedas                        | 9. Aug. 2018                   | 6. Dez. 2018 1                        |
| 215        | 55        | Folge 215       | Los secretos empiezan a revelarse, sobre ruedas  | 10. Aug. 2018                  | 7. Dez. 2018 1                        |
| 216        | 56        | Folge 216       | Un nuevo paso, sobre ruedas                      | 13. Aug. 2018                  | 10. Dez. 2018 1                       |
| 217        | 57        | Folge 217       | Una noticia, sobre ruedas                        | 14. Aug. 2018                  | 11. Dez. 2018 1                       |
| 218        | 58        | Folge 218       | Una idea, sobre ruedas                           | 15. Aug. 2018                  | 12. Dez. 2018 1                       |
| 219        | 59        | Folge 219       | Un incendio, sobre ruedas                        | 16. Aug. 2018                  | 13. Dez. 2018 1                       |
| 220        | 60        | Folge 220       | Patinamos por una última vez                     | 17. Aug. 2018                  | 14. Dez. 2018 1                       |